# 苏穆兰
苏穆兰（法語：Sousmoulins，法語發音：[sumulɛ̃]）是法国滨海夏朗德省的一个市镇，位于该省东南部，属于容扎克区。

## 地理
苏穆兰（45°18'31"N, 0°19'48"W）面积7.7 平方千米，位于法国新阿基坦大区滨海夏朗德省，该省份为法国西部滨海省份，北起旺代省，西临大西洋，南至吉倫特省，东南接多爾多涅省，东北接德塞夫勒省接壤，东临夏朗德省。
与苏穆兰接壤的市镇（或旧市镇、城区）包括：沙特内、瑞萨、梅里尼亚克、蒙唐德尔、波利尼亚克、波米耶-穆隆。

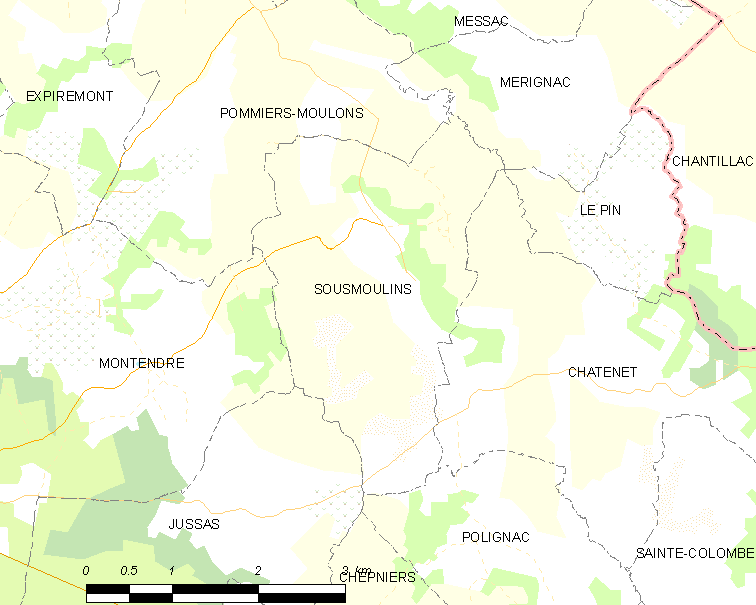
苏穆兰的OSM定位图

苏穆兰的时区为UTC+01:00、UTC+02:00（夏令时）。

## 行政
苏穆兰的邮政编码为17130，INSEE市镇编码为17433。

## 政治
苏穆兰所属的省级选区为三山县。

## 人口

1962-2008年间苏穆兰人口变化图示

苏穆兰于2022年1月1日时的人口数量为214人。